# Gustav Adelmann von Adelmannsfelden
Gustav Constantin Ludwig Joseph Graf Adelmann von Adelmannsfelden (* 30. April 1858 in Stuttgart; † 3. Februar 1938 in Hohenstadt) war ein württembergischer Kammerherr und Rittergutsbesitzer sowie bayerischer Rittmeister.

## Leben
Gustav war der Sohn von Clemens Graf Adelmann von Adelmannsfelden (1812–1886) und dessen Ehefrau Sophie von Eylingensperg auf Berg (1837–1911). Er war Träger verschiedener Auszeichnungen des württembergischen und bayerischen Hofes sowie Auszeichnungen aus Schaumburg-Lippe und Waldeck.

## Familie
Am 15. Mai 1889 heiratete er in München seine erste Frau Gabriele Gräfin von Montgelas (1868–1901). Seine zweite Frau, Elisabeth Adelheid Marie Gräfin von Yrsch-Pienzenau (1878–1964), heiratete er am 17. Oktober 1904 in München.
Kinder aus der ersten Ehe:
- Maria (* 1890) ⚭ 1917 Peter Ballerstedt
- Gabriele (* 1891) ⚭ 1918 Karl Freiherr von Geusau († 1931), verunglückt

Kinder aus der zweiten Ehe:
- Sophie Marie (1905–1993), CDU-Politikerin
- Klemens-Ludwig (* 1906) ⚭ 1939 Marie-Christine Freiin von Lindenfels (* 1906)
- Maria-Josepha (* 1909)